# Librizzi
Librizzi (Libbrizzi in siciliano) è un comune italiano di 1 547 abitanti della città metropolitana di Messina in Sicilia.
Librizzi fa parte del Consorzio Intercomunale Tindari-Nebrodi.

## Geografia fisica
Il centro storico sorge su una collina (501 m s.l.m.) delimitata a valle dai torrenti Timeto e Librizzi, a circa 60 km da Messina e a circa 170 km da Palermo. A nord guarda sul Mar Tirreno e sulle Isole Eolie. I territori dei comuni di San Piero Patti, Montalbano Elicona, Patti e Librizzi si incontrano in un punto chiamato Quattrofinaiti.

## Storia
Pare che la comunità di Librizzi si sia formata verso l'anno 1100, intorno al castello Brichinnai (Βριχίνναι in greco), sui cui ruderi oggi sorge la Chiesa Madre. Sul paese, per secoli, esercitò il suo potere temporale il Vescovado di Patti (e prima quello di Patti e Lipari), proprio per questo il vescovo di Patti deteneva il titolo di "Conte di Librizzi". Di tempo in tempo, le terre di Librizzi furono concesse a Vinciguerra d'Aragona (1371), al conte Guerao Gullielm De Sidot (1392), a Berengario Orioles barone di San Piero Patti e alla nobile Ljanora de Centelles (1413). Il papa Pio V, nel 1567 prima e poi nel 1571, "fulminò" scomunica contro i librizzesi detentori dei beni appartenenti alla Mensa Vescovile di Patti. Il paese non ebbe mai proprie famiglie di nobile casato.

### Simboli
Lo stemma del comune ha la seguente blasonatura:

## Monumenti e luoghi d'interesse

### Architetture religiose
- Chiesa di San Michele Arcangelo (chiesa madre).;Il tempio custodisce la statua lignea di San Michele Arcangelo di scuola napoletana, 1656; oltre che un antico e prestigioso altare sempre ligneo.
- Chiesa della Catena; questa chiesa custodisce la statua marmorea della Madonna della Catena databile intorno al 1540 e attribuita allo scultore Antonino Gagini
- Chiesa di San Paolo in località Murmari. Nella costruzione le opere di arte moderna del prof. Franco Nocera: crocifisso in legno, grande trittico ad olio, vetrate.

### Architetture civili
Grazie alle antiche tradizioni contadine, sul territorio sono sparse diverse testimonianze della laboriosità del suo popolo: 
- Palmenti scavati nella pietra,
- Mulini ad acqua, ruderi.

## Società

### Evoluzione demografica
Abitanti censiti

## Cultura

### Feste religiose e popolari
Librizzi celebra la festa del Santo Patrono, la Madonna della Catena, con una processione nella prima domenica dopo ferragosto.

### Media

#### Emittenti Radio e TV esistenti nel passato a Librizzi
- Canale Alpha

## Amministrazione
| Periodo | Periodo  | Primo cittadino     | Partito                                                               | Carica  | Note |
| ------- | -------- | ------------------- | --------------------------------------------------------------------- | ------- | ---- |
| 1946    | 1949     | Antonino Arlotta    |                                                                       | Sindaco |      |
| 1949    | 1962     | Carmelo Adamo       | lista civica "ape"                                                    | Sindaco |      |
| 1962    | 1967     | Antonino Freni      |                                                                       | Sindaco |      |
| 1967    | 1969     | Carlo Allegra       | lista civica "gallo"                                                  | Sindaco |      |
| 1969    | 1970     | Nino Capizzi        | eletto dal consiglio comunale dopo dimissioni/sfiducia del precedente | Sindaco |      |
| 1970    | 1971     | Arturo Finocchiaro  | eletto dal consiglio comunale dopo dimissioni/sfiducia del precedente | Sindaco |      |
| 1971    | 1972     | Antonino Freni      | eletto dal consiglio comunale dopo dimissioni/sfiducia del precedente | Sindaco |      |
| 1972    | 1978     | Antonino Freni      | lista civica "campana"                                                | Sindaco |      |
| 1978    | 1993     | Antonino Di Blasi   | Democrazia Cristiana                                                  | Sindaco |      |
| 1993    | 2002     | Maria Sciammetta    | Democrazia Cristiana \ lista civica "Librizzi paese mio"              | Sindaco |      |
| 2002    | 2007     | Antonino Siragusano | lista civica "Uniti per Librizzi"                                     | Sindaco |      |
| 2007    | 2017     | Renato Cilona       | lista civica "Nuovo impegno per Librizzi"                             | Sindaco |      |
| 2017    | in corso | Renato Di Blasi     | lista civica "Comunità e territorio"                                  | Sindaco |      |

### Altre informazioni amministrative
Il comune di Librizzi fa parte delle seguenti organizzazioni sovracomunali: regione agraria n.8 (Colline litoranee di Patti).